# Far East of Eden: Kabuki Klash
Far East of Eden: Kabuki Klash (天外魔境 真伝?, Tengai Makyō: Shinden) è un videogioco arcade per il Neo Geo di genere picchiaduro a incontri, sviluppato da Hudson Soft con Racdym (oggi Racjin) e pubblicato da SNK nel 1995. Fa parte della popolare serie di videogiochi JRPG Tengai Makyō, di cui è uno Spin-off, ed è anche l'unico titolo uscito al di fuori del Giappone.

## Modalità di gioco
Ambientato nella mitica Jipang, Far East of Eden: Kabuki Klash è noto per il suo gameplay in stile Samurai Shodown e per i suoi combattimenti frenetici. Il sistema di combattimento si basa sull'esecuzione di singoli colpi rapidi e potenti, grazie ai quali la lotta può concludersi in pochi secondi.
I comandi sono composti da quattro pulsanti: colpo con arma debole, colpo con arma media, calcio debole, calcio medio. Premendo contemporaneamente i pulsanti del colpo debole e medio si ottiene un colpo potente. Durante il combattimento, è possibile far cadere l'arma dalle mani dell'avversario, facendogli perdere tutte le mosse relative all'uso delle armi.
Nella parte inferiore dello schermo è presente un'indicatore della magia, già piena all'inizio di ogni combattimento. Le tecniche possono essere attivate consumando questo indicatore, ma la velocità con cui si rigenera varia a seconda della tecnica (in pratica, più potente è la tecnica, più lento è il suo recupero).
A volte il Karasu Tengu (o l'avversario caduto per terra) rilascia un oggetto, incluso quello che ripristina o aumenta le abilità, così come un veleno che può causare brevi stordimenti.

## Personaggi
- Gokuraku Taro – Co-protagonista di Tengai Makyō II: Manjimaru. Sopravvissuto del Clan del Fuoco, è un gigante. Invece della magia, usa il "Fuoco Gokuraku", che gli sputa fuoco dalla bocca.
- Kinu – Co-protagonista di Tengai Makyō II: Manjimaru. Una ragazza del Clan del Fuoco con la capacità di predire il futuro. Partecipa agli incontri con il suo cane gigante Shiro. È abile nell'indebolire i suoi avversari.
- Kabuki Danjuro – Co-protagonista di Tengai Makyō II: Manjimaru. Autoproclamato l'uomo più elegante di Jipang (protagonista in Fuun Kabukiden e Kabuki Itto Ryodan), è specializzato nelle tecniche di fuoco.
- Sengoku Manjimaru – Protagonista di Tengai Makyō II: Manjimaru. Il capo dei ragazzi del villaggio di Shirakawa. È abile nelle tecniche di fulmini.
- Ziria – Protagonista di Tengai Makyō: Ziria. Discendente della tribù Gama, uno dei clan del fuoco. Specializzato nelle tecniche di fuoco.
- Yagumo – Personaggio originale esclusivo di questo gioco. Sorella gemella di Okuni, apparsa solo di nome e in una singola immagine in Kabuki Itto Ryodan. È abile nelle tecniche di evocazione proprio come sua sorella.
- Tsunade – Co-protagonista di Tengai Makyō: Ziria. Discendente della Tribù delle Lumache, appartenente al Clan del Fuoco, è una ragazza maschiaccio dotata di grande forza. Non è brava con la magia, ma in questo gioco usa la magia per rafforzarsi.
- Orochimaru – co-protagonista di Tengai Makyō: Ziria. Discendente della Tribù del Serpente, una delle Tribù del Fuoco, è un'affascinante spia. È esperto nella magia del ghiaccio.

### Boss
- Manto Ace – Antagonista comico ricorrente in tutta la serie. In questo gioco, usa ancora la "Tecnica della Stupidità". Il suo recupero della barra è molto lento, quindi può usarla solo una volta a partita, ma la sua potenza non è uno scherzo.
- Karakuri – Antagonista di Tengai Makyō: Karakuri Kakutoden. Si muove lentamente, ma ha diverse armi integrate nel corpo, che usa per lanciare attacchi potenti e ad ampio raggio.
- Jyashinsai – Antagonista di Tengai Makyō: Ziria. Leader della setta dei Daimon. Usa attacchi irregolari come il teletrasporto e i proiettili magici.
- Lucifeller – Antagonista di Tengai Makyō: Ziria. La vera forma di Jyashinsai. Ogni attacco che sferra dal suo corpo gigantesco vanta un potere distruttivo travolgente, tormentando i giocatori.

## Accoglienza
In Giappone, la rivista Game Machine elencò Far East of Eden: Kabuki Klash nel numero del 1º agosto 1995 come la sesta unità arcade di maggior successo del mese. Secondo Famitsū, la versione AES ha venduto oltre 14775 copie nella sua prima settimana sul mercato. Il titolo ha ricevuto un'accoglienza positiva dalla critica sin dalla sua uscita.